# 茂道吐苏木
茂道吐苏木，是中华人民共和国内蒙古自治区通辽市科尔沁左翼后旗下辖的一个乡镇级行政单位。

## 行政区划
茂道吐苏木下辖以下地区：
贝子浩饶嘎查、索根嘎查、哈根潮海嘎查、潮海嘎查、达西木拉嘎查、六爷浩饶嘎查、敖特根艾勒嘎查、公音浩饶嘎查、乌兰敖道嘎查、巴首嘎查、高井嘎查、黄沙吐嘎查、胡拉吐嘎查、古力古图嘎查、阿贵嘎查和乌力吉塔拉嘎查。